# Győrffy Sándor (történész)
Győrffy Sándor (Kemenesmagasi, 1924 – Budapest, 1998. július 3.) magyar történész, muzeológus. Részt vett a Márciusi Front munkájában. 1942-ben Eötvös-kollégista, 1943–48 között Györffy-kollégista. 1944-ben részt vett az antifasiszta ellenállásban. 1946–48-ban a MADISZ egyetemi titkára, a MEFESZ osztályvezetője, a NÉKOSZ-központ oktatási referense. 1956-ban a Párttörténeti Intézet osztályvezetője és a Petőfi Kör vezetőségi tagja. 1956 után a Magyar Munkásmozgalmi Múzeum és a Magyar Országos Levéltár munkatársa volt – innen politikai indokkal eltávolították. A Fényes Szellők Baráti Kör és a Károlyi Mihály Társaság egyik alapítója volt.